# Franz Petrich

Franz Petrich

Franz Petrich (* 18. September 1889 in Berkenbrügge, Landkreis Arnswalde; † 31. Januar 1945 im Zuchthaus Sonnenburg) war ein deutscher Gewerkschafter und sozialdemokratischer Politiker.

## Leben
Petrich stammte aus einer Landarbeiterfamilie. Nach verschiedenen Hilfsarbeitsstellen machte er eine Lehre als Galvaniseur. Im Jahr 1910 trat er der SPD und dem Deutschen Metallarbeiterverband an. Er bildete sich in einer Arbeiterbildungsschule sowie der Humboldt-Akademie weiter. Zwischen 1912 und 1915 war er Mitarbeiter verschiedener Partei- und Gewerkschaftsblätter. Während der Novemberrevolution war er Berichterstatter des Vollzugsrats der Arbeiter- und Soldatenräte. Seit 1919 arbeitet Petrich als Redakteur der „Ostthüringischen Tribüne“ in Gera. Dort war er auch SPD-Vorsitzender, Vorsitzender des Elternrates und Mitglied des Bezirksbildungsausschusses der Partei. Außerdem war er Dozent der Heimvolkshochschule Gera und Korrespondent der Weltbühne. Zudem arbeitete er für die Betriebsrätezeitung des Deutschen Metallarbeiterverbandes. Seit 1930 gehörte er dem SPD-Bezirksausschuss von Thüringen an. Von Juli 1932 bis 1933 war Petrich Mitglied des Reichstages.
Nach dem Beginn der Zeit des Nationalsozialismus wurde Petrich mehrere Monate inhaftiert. Danach arbeitete er als Versicherungsvertreter. Zwischen 1935 und 1939 fand er eine Anstellung beim Reichsministerium für Ernährung und Landwirtschaft. In dieser Zeit beteiligte er sich an der Gründung der Widerstandsgruppe Deutsche Volksfront. Zu Beginn des Zweiten Weltkrieges wurde er 1939 im Rahmen der Kriegs-Sonderaktion verhaftet. Im Juli 1940 wurde er zu acht Jahren Zuchthaus wegen einer angeblichen „Vorbereitung zum Hochverrat“ verurteilt. Kurz vor dem Ende des Krieges wurde Petrich im Zuchthaus Sonnenburg erschossen.

## Gedenken

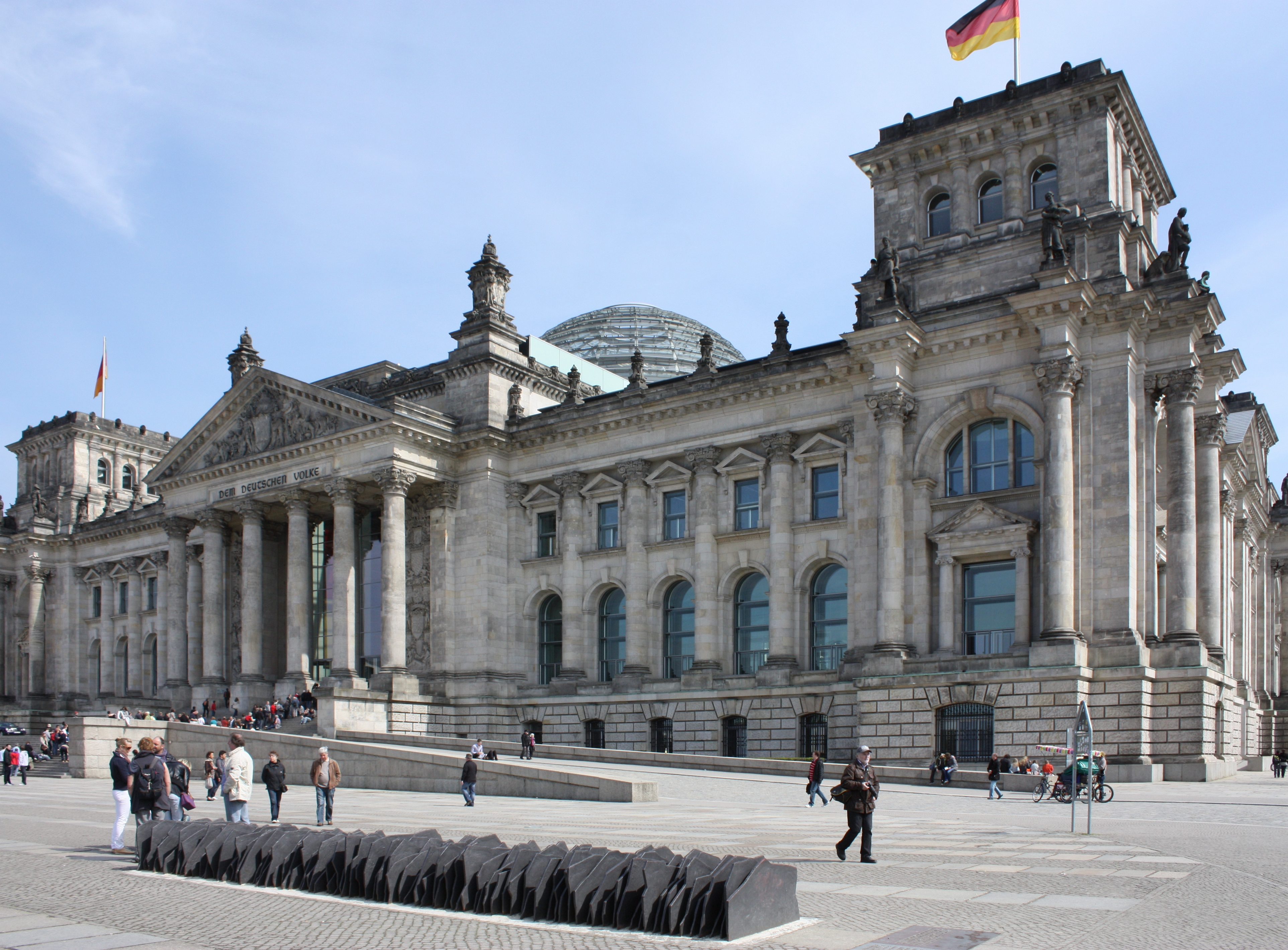
Gedenktafeln am Reichstag

In Gera ist eine Straße nach Petrich benannt. Seit 1992 erinnert in Berlin in der Nähe des Reichstags eine der 96 Gedenktafeln für von den Nationalsozialisten ermordete Reichstagsabgeordnete an Petrich.